# Култубан
Култубан (баш. Күлтабан; Яугуль) — озеро в Баймакском районе Башкортостана, расположено в 10 км южнее города Сибай, рядом с деревней Культабан.
Высота над уровнем моря — 371 м.
Площадь — 7,2 км². Длина озера — 3,2 км, ширина — 2,2 км. Озеро образовано в породах улутауской свиты (андезибазальты и их туфы, туфопесчаники). Дно озера плоское, питание смешанное. Озеро эвтрофное. Северо-западный и южный берега заболочены. Прибрежные территории покрыты берёзовыми лесами и сосновым редколесьем.
Вода имеет гидрокарбонатно-натриевый состав. В озере водятся окунь, плотва, щука.
Код объекта — 12010000311112200000612.

## Топонимика
Название озера произошло от башкирских слов «күл» — озеро и «табан» — подошва.